# Попович, Момчило (1919)
Момчило Попович (сербохорв. Момчило Поповић, сербохорв. Momčilo Popović ; 27 октября 1919, Залужница — 11 декабря 1962, Бонн) — участник Народно-освободительной войны Югославии, Народный герой Югославии.

## Биография
Родился 27 октября 1919 года в селе Залужница около города Оточац. Родом из бедной крестьянской семьи. По причине бедности окончил всего три класса начальной школы. В 1932 году вынужден был оставить родной дом и батрачить у зажиточных крестьян в сёлах Врховине и Бабин-Поток. В 1937 году устроился работать в Белграде грузчиком на пристани, ознакомился с рабочим движением. В Белграде в 1941 году его застала Апрельская война и германская оккупация страны. С первых дней восстания помогал Народно-освободительному движению, а в марте 1943 года покинул Белград и ушёл в партизаны.
Вступив в Рудницкую роту Шумадийского партизанского отряда, уже в первые дни захватил тяжёлый пулемёт и стал пулемётчиком. В октябре 1943 года его рота была включена в состав новосформированной 1-й шумадийской бригады. В декабре Попович отличился в Приепольской битве. В момент, когда бригада была захвачена врасплох и частично окружена в здании больницы, он не растерялся и вёл огонь из окна первого этажа. Позже в ходе боя вошёл в состав штурмовой группы и был тяжело ранен.
В феврале 1944 года бригада Поповича влилась в состав 3-й сербской пролетарской ударной бригады 2-й пролетарской дивизии. Здесь воевал до конца войны. Особенно отличился в боях около села Кушичи в апреле 1944 года, у села Дренек-на-Ибре в августе и под Кралево в ноябре того же года. Окончил офицерские курсы, командовал отделением, взводом, был заместителем и командиром роты. По окончании Второй мировой войны демобилизовался в звании поручика Югославской армии. 
После демобилизации работал сначала в министерстве сельского и лесного хозяйства, а затем в министерстве иностранных дел. С 1955 по 1958 годы был служащим в посольстве ФНРЮ в Болгарии. В июне 1961 года назначен завхозом представительства ФНРЮ в ФРГ, расположенном в городе Бад-Годесберг около Бонна.
Во время нападения на югославское представительство членов усташской эмигрантской террористической организации в канун Дня Республики, 28 ноября 1962 года, Момчило Попович был тяжело ранен на входе в здание, пытаясь предотвратить прорыв террористов. Был срочно доставлен в клинику при Боннском университете, перенёс несколько операций. Врачи боролись за его жизнь 13 дней, но не смогли спасти: Момчило Попович умер 11 декабря 1962 года.
Похоронен на Аллее Народных героев на Новом кладбище Белграда. Посмертно награждён Орденом Народного героя указом Иосипа Броза Тито от 15 декабря 1962.